# 晏公庙
晏公庙，位于山西省晋中市太谷区水秀镇古城东部太谷县衙署东南的文庙社区晏公庙巷，是一处太谷县文物保护单位。
晏公庙供奉水神晏公，建于清康熙三十四年（1695年），以镇奄谷水水灾，为四庙五大寺之一（晏公庙、赵相子庙、胡公庙、无侫庙、东寺资福寺、西寺离相寺、北寺万安寺、南寺无边寺、安禅寺）。现存大殿，硬山顶，面阔三间，已沦为民居大杂院，保护状况不佳。 
1956年7月，晏公庙被列为太谷县文物保护单位。1995年12月又公布为太谷县第一批文物保护单位。